# San Francisco (Quezon)
San Francisco (Aurora) ist eine philippinische Stadtgemeinde in der Provinz Quezon. Sie hat 61.473 Einwohner (Zensus 1. August 2015). Sie liegt im Süden der Bondoc-Halbinsel, die weit in die Sibuyan-See ragt. Auf dem Gebiet der Gemeinde liegt das Naturschutzgebiet Mulanay Watershed Forest Reserve.

## Baranggays
San Francisco ist administrativ in 16 Baranggays unterteilt:
| - Butanguiad - Casay - Cawayan I - Cawayan II - Huyon-Uyon - Ibabang Tayuman - Ilayang Tayuman - Inabuan | - Nasalaan - Pagsangahan - Poblacion - Pugon - Silongin - Don Juan Vercelos - Mabuñga - Santo Niño |